# Thomas C. Platt

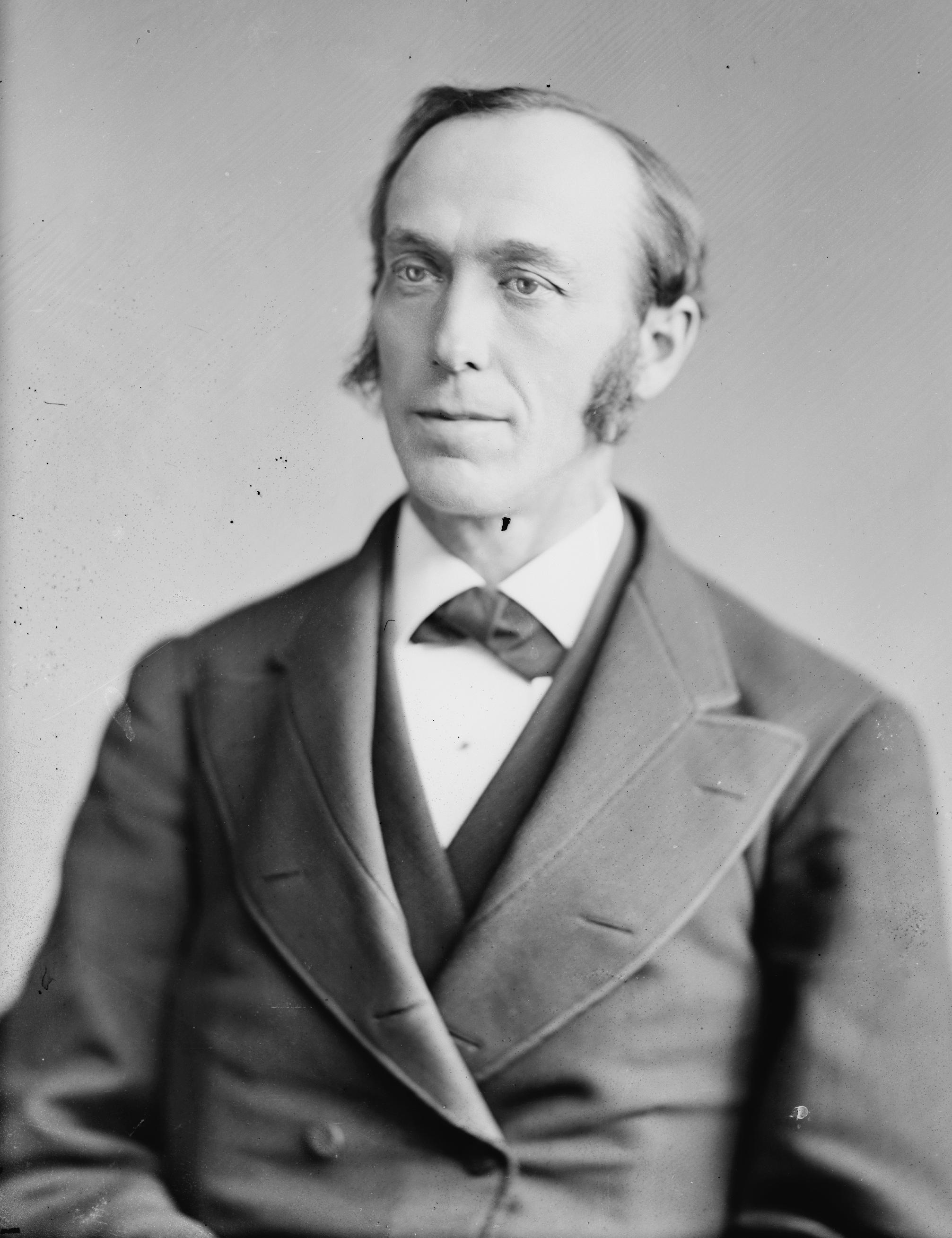
Thomas Collier Platt

Thomas Collier Platt (* 15. Juli 1833 in Owego, New York; † 6. März 1910 in New York City) war ein US-amerikanischer Politiker, der den Bundesstaat New York in beiden Kammern des Kongresses vertrat.

## Leben
Thomas C. Platt wurde als Sohn von William Platt, einem erfolgreichen Rechtsanwalt, und dessen Frau Lesbia Hinchman in Owego geboren und hätte dem Wunsch des Vaters entsprechend Theologie studieren und als Missionar des Presbyterianismus tätig werden sollen. Nach dem Besuch der Owego Academy schrieb sich Platt am Yale College ein, an dem er zwischen 1850 und 1852 Theologie studierte. Allerdings hatte er wenig Interesse daran, so dass er das Studium schließlich abbrach.
Danach war Platt in zahlreichen Jobs tätig, arbeitete in einer Apotheke, war kurzzeitig Redakteur einer kleinen Zeitung und wurde in jungen Jahren Präsident der Tioga National Bank. Er lebte einige Zeit in Michigan, wo er in Holz verarbeitende Unternehmen investierte, und wurde Vorstandsvorsitzender der Eisenbahngesellschaft Southern Central Railway.
1859 ließ sich Platt endgültig in New York State nieder, wo er im selben Jahr für einen Zeitraum von zwei Jahren zum Verwalter von Tioga County gewählt wurde. Als Republikaner wurde Platt im März 1873 in das Repräsentantenhaus der Vereinigten Staaten gewählt, dem er zwei Legislaturperioden lang bis zum März 1877 angehörte. Danach widmete sich Platt vorübergehend anderen privatwirtschaftlichen Unternehmungen. Er wurde 1879 zum Präsidenten der United States Express Co. und 1880 in den Aufsichtsrat der Quarantine Commissioners of New York gewählt. Im März 1881 folgte seine Wahl in den US-Senat. Wegen eines Disputs mit US-Präsident James A. Garfield, der sich in Belange des Staates New York einmischen wollte, mit denen Platt nicht einverstanden war, legte er am 16. Mai 1881, nach nur zwei Monaten, sein Mandat nieder. Am selben Tag trat auch Roscoe Conkling, der zeitgleich mit Platt Senator aus New York war, zurück.
1896 bemühte sich Platt – wiederum mit Erfolg – um einen Senatssitz. Er zog am 4. März 1897 erneut in die Zweite Parlamentskammer ein, in der er im Jahr 1903 durch Wiederwahl bestätigt wurde. Auch wenn Theodore Roosevelt als Gouverneur von New York und späterer US-Präsident eine weitaus höhere Machtposition innehatte, galt Platt in den rund zehn Jahren, in denen er New York im Senat vertrat, als eigentlicher Boss der New Yorker Republikaner. Auch ist es Platts Interventionen zu verdanken, dass Roosevelt 1900 als Vizepräsidentschaftskandidat von William McKinley erkoren wurde. 1908 scheiterte eine erneute Nominierung seiner Partei, so dass Platt am 3. März 1909 aus dem Senat ausschied.
Mit seiner Frau Ellen Lucy Barstow, mit der er seit 1852 verheiratet war, hatte er drei gemeinsame Söhne. Er starb am 6. März 1910 im Alter von 76 Jahren.